# Distrito de Makoni
El distrito de Makoni es un distrito de Zimbabue. El nombre también se refiere a una circunscripción parlamentaria con fronteras coincidentes.

## Ubicación
El distrito está ubicado en la provincia de Manicalandia, en el noreste de Zimbabue. Su ciudad principal, Rusape, con una población estimada de 29,300 en 2004, se encuentra al sureste de Harare, de a que la separan aproximadamente 170 kilómetros (105,6 mi) por carretera.

## Economía
El distrito de Makoni es principalmente agrícola. El principal cultivo comercial es el tabaco.

## Población
En 2002, el censo nacional estimó la población del distrito de Makoni en 151.596 personas. En 2004, la población estimada era 272.578, 283.017 en 2011.